# Lijst van pretparkattracties geopend in 2010 (Europa)
Deze pagina bevat een incomplete lijst van pretparkattracties geopend in 2010 in Europa.
| Naam                        | Locatie                                 | Attractietype         | Opening          | Afbeelding               | Beschrijving |
| --------------------------- | --------------------------------------- | --------------------- | ---------------- | ------------------------ | ------------ |
| Achterbahn                  | Schwarzwald Park,                       | Wildemuis-achtbaan    | 2010             |                          |              |
| Brontojet                   | Movieland Studios,                      | Stalen achtbaan       | 31 juli 2010     |                          |              |
| Butterfly                   | Wildpark Schwarze Berge,                | Shuttle-achtbaan      | 2010             |                          |              |
| Butterfly                   | Mc-Play Kinderland,                     | Shuttle-achtbaan      | juni 2010        |                          |              |
| Cobra                       | Conny-Land,                             | Shuttle-achtbaan      | 29 juli 2010     |                          |              |
| Der lustige Papagei         | Phantasialand,                          | Vliegend tapijt       | 2010             | Der lustige Papagei      |              |
| Familienachterbahn          | Rügen Park,                             | Stalen achtbaan       | 13 augustus 2010 |                          |              |
| Family Coaster              | Holly Park,                             | Stalen achtbaan       | 2010             |                          |              |
| Family Coaster              | Barry Island Pleasure Park,             | Kinderachtbaan        | 2010             |                          |              |
| Family Coaster              | Jurapark Krasiejów,                     | Kinderachtbaan        | 2010             |                          |              |
| Force One                   | Schwaben Park,                          | Stalen achtbaan       | 18 mei 2010      |                          |              |
| Go-Gator                    | Clifton Park Amusements,                | Aangedreven achtbaan  | 2010             |                          |              |
| Holly's Wilde Autofahrt     | Holiday Park,                           | Wildemuis-achtbaan    | 10 augustus 2010 | Holly's Wilde Autofahrt  |              |
| Huracan                     | Belantis,                               | Stalen achtbaan       | 26 juni 2010     | Huracan                  |              |
| Joris en de Draak           | Efteling,                               | Houten race-achtbaan  | 1 juli 2010      | Joris en de Draak        |              |
| Jumbo Jet                   | Dreamland,                              | Stalen achtbaan       | 2010             |                          |              |
| Kiddies Coaster             | Dudley Zoological Gardens,              | Stalen achtbaan       | 2010             |                          |              |
| Kolejka Górska              | Śląskie Wesołe Miasteczko,              | Stalen achtbaan       | 2010             |                          |              |
| Magic Mountain              | Fiabilandia,                            | Stalen achtbaan       | juni 2010        |                          |              |
| Magic Mouse                 | Didi'Land,                              | Draaiende achtbaan    | 2 april 2010     |                          |              |
| Mega Mindy Flyer            | Plopsa Coo,                             | Starflyer             | 2010             |                          |              |
| Mini Canyon                 | Park Lunasan,                           | Kinderachtbaan        | 2010             |                          |              |
| Monster                     | Walygator Parc,                         | Omgekeerde achtbaan   | 9 juli 2010      | Panormabeeld van Monster |              |
| Montanha Mágica             | Bracalândia,                            | Stalen achtbaan       | 2010             |                          |              |
| Morgawr                     | Cornwall's Crealy Great Adventure Park, | Stalen achtbaan       | 2010             |                          |              |
| MotoGee                     | Särkänniemi Amusement Park,             | Motorfietsachtbaan    | 30 april 2010    |                          |              |
| Nitro                       | Dennlys Parc,                           | Möbiusachtbaan        | 25 mei 2010      |                          |              |
| Octopus                     | Plopsaland De Panne,                    | Draaimolen            | 2010             |                          |              |
| Petite Chenille             | Papéa Parc,                             | Stalen achtbaan       | 1 mei 2010       |                          |              |
| Piratenbaan                 | Plopsa Indoor Coevorden,                | Stalen indoorachtbaan | 30 april 2010    |                          |              |
| RC Racer                    | Walt Disney Studios Park,               | Shuttle-achtbaan      | 17 juli 2010     |                          |              |
| Ring Renner                 | Trampolino Familien- und Freizeitpark,  | Kinderachtbaan        | 2010             |                          |              |
| Roller Coaster              | Park Miniatur Swiat Marzen,             | Stalen achtbaan       | 2010             |                          |              |
| Roller Coaster              | Park Miniatur Swiat Marzen,             | Stalen achtbaan       | 2010             |                          |              |
| Roller Coaster              | Lunapark Krasnal,                       | Stalen achtbaan       | 2010             |                          |              |
| Runaway Timber Train        | Landmark Forest Theme Park,             | Stalen achtbaan       | 2010             |                          |              |
| Sablen                      | Djurs Sommerland,                       | Vrije val             | 2010             |                          |              |
| The Temple                  | Legoland Billund,                       | Interactieve darkride | 2010             |                          |              |
| Thirteen                    | Alton Towers,                           | Stalen achtbaan       | 20 maart 2010    |                          |              |
| Toy Soldiers Parachute Drop | Walt Disney Studios Park,               | Paratower             | 17 augustus 2010 |                          |              |
| Tuff-Tuff Tåget             | Gröna Lund,                             | Stalen achtbaan       | 24 april 2010    |                          |              |
| Vertigo                     | Zoomarine,                              | Stalen achtbaan       | 27 maart 2010    |                          |              |
| Wilde Maus                  | Sommerland Syd,                         | Wildemuis-achtbaan    | 25 juni 2010     |                          |              |